# آنینین
آنینین (به اسپانیایی: Aniñón) یک دهستان در اسپانیا است که در استان ساراگوسا واقع شده‌است. آنینین ۵۲ کیلومتر مربع مساحت و ۸۳۷ نفر جمعیت دارد.